# Shalamar
Shalamar (Шаламар) — американская музыкальная группа 1970-х — 1980-х годов.
Группа была создана букинг-агентом музыкальной ритм-н-блюзовой телепрограммы Soul Train Диком Гриффи и специализировавшимся на ритм-н-блюзе британским продюсером Саймоном Суссаном (англ. Simon Soussan). Первый сингл (1977, «Uptown Festival» — попурри из песен Motown Records) они записали с безликими студийными музыкантами, а когда он стал хитом, Гриффи пришла идея найти для группы более презентабельных участников из числа работавших на программе Soul Train. (Джоди Уотли и Джеффри Дэниэл уже были популярными на программе танцорами.)
В итоге группа стала состоять из вокалистов Джуди Уотли, Джеффри Дэниэлса и Джеральда Брауна. Уже вскоре, в 1978 году, Брауна заменили на Ховарда Хьюитта.
И в 1979 году Shalamar начал серию танцевальных дисково-соульных хитов — «Take That to the Bank» (1979), «The Second Time Around» (первая десятка в том же 1979 году), и т. д.

## Дискография
- См. статью «Shalamar discography» в английском разделе.